# Ботанический сад БГУ

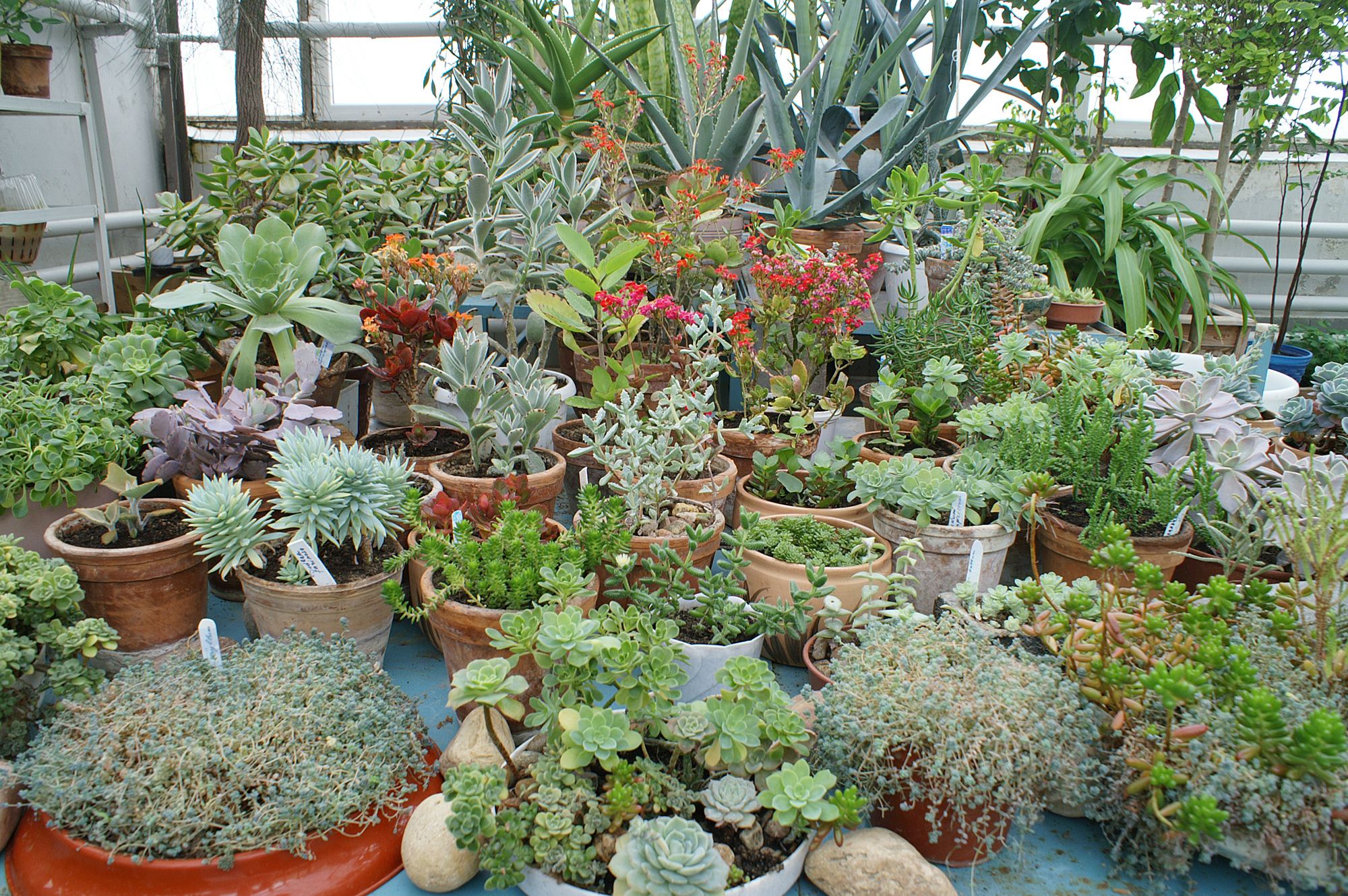
Суккуленты в оранжерее

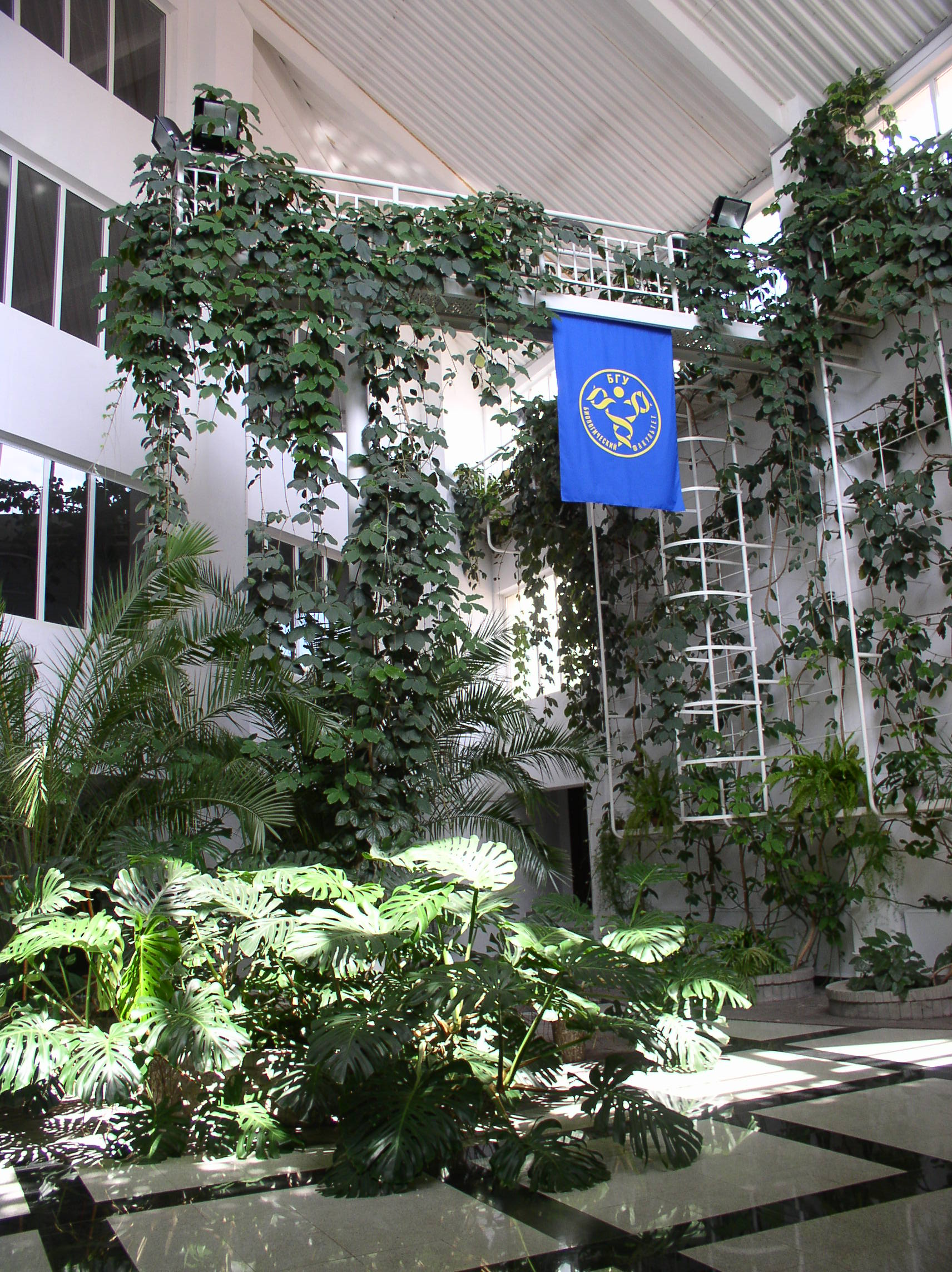
Холл нового здания биологического факультета

Ботанический сад БГУ — научное ботаническое учреждение в Минске.

## История
Ботанический сад БГУ организован при кафедре систематики растений биологического факультета в 1930 г. Его основателем был профессор С. М. Мельник. Со времени основания и до 1956 г. ботанический сад площадью 2 га располагался на территории университетского городка. В коллекции произрастает 37 видов древесных, 19 видов кустарниковых растений и многие травянистые растения.
В 1956 г. ботанический сад был перенесен в Красное урочище (юго-восточные окрестности Минска). Ботанический сад был спланирован по географическому принципу. В нем были созданы участки систематики растений, полезных растений и дендрарий. Коллекция насчитывала более 800 видов. В 1965 г. ботанический сад был перенесен в Щомыслицу на территорию учебно-исследовательского хозяйства БГУ.
С 2002 г. ботанический сад располагается около биологического факультета БГУ по адресу: г. Минск, ул.. Курчатова, 10.

## Описание
В состав ботанического сада также входят оранжерея, дендрарий и памятник природы республиканского значения «Дубрава». Участок открытого грунта ботанического сада представлены коллекциями полезных, лекарственных, декоративных одно — и многолетних, редких и исчезающих растений. Имеется также отдел систематики растений, плодовый сад, участок декоративных древесных и кустарниковых пород. Коллекция насчитывает более 900 видов, разновидностей и форм. В коллекции тропических и субтропических растений находится около 400 видов и сортов, относящихся к 190 родов из 69 семейств. Основной видовой состав тропических и субтропических растений расположен в оранжерее, а также в зимнем саду и по этажам корпуса биологического факультета.

### Дендрарий

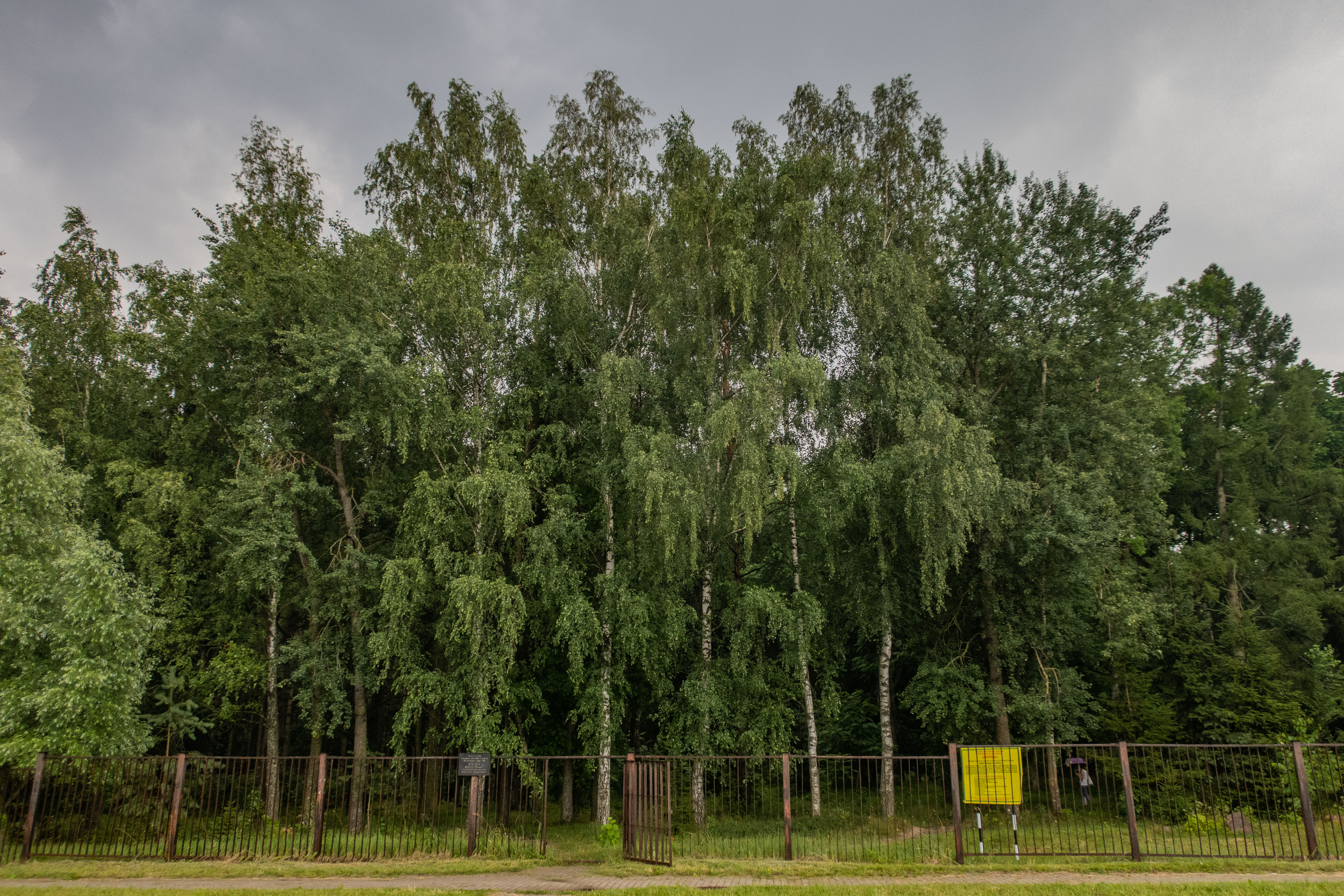
Главный вход в «Дубраву»

Дендрарий ботанического сада БГУ был заложен в 1928 г. на базе опорного пункта Всесоюзного Института растениеводства «Щомыслица» по инициативе академика Н. И. Вавилова. В настоящее[когда?] время в его составе около 250 видов и форм из 96 родов и 38 семейств.